# Itom
Itom (acrònim d'Industria Torinese Meccanica), sovint escrit ITOM, va ser una empresa italiana fabricant de motocicletes que va tenir activitat entre el 1944 i finals de 1975. Fundada per l'advocat Corrado Corradi a Torí (al número 41 de la Via Millio) el 1944, fou traslladada a Sant'Ambrogio di Torino al tombant de 1957.

## Història

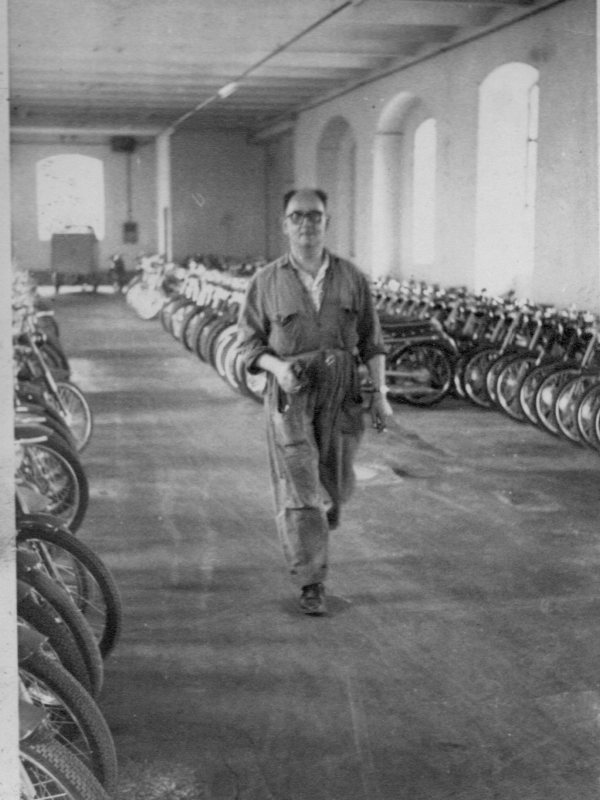
El departament de producció d'Itom als anys 60

Itom va néixer de les cendres de Benotto i va començar la seva activitat amb la producció d'un model, anomenat Sirio, que duia motors OMB. Poc després va arribar de Sicília el jove enginyer Giuseppe Spotto, un antic pilot d'aviació a la Segona Guerra Mundial. Spotto i Silvano Bonetto van començar a dissenyar nous motors per a aplicar-los a les motocicletes, inicialment muntats a la forquilla anterior, després darrere del selló i finalment entre els pedals (el famós TOURIST). El 1953 es va llançar el model Esperia amb una estructura monocasc, seguit el 1954 pels models ASTOR i ASTOR Sport amb canvis de 2 i 3 marxes d'accionament manual i el 1957 per l'ASTOR Sport Competizione. Finalment, el 1959 es va presentar el model TABOR de 65 cc amb 4 marxes, primer d'accionament manual i després amb un preselector per pedal situat sota el motor.
A finals de la dècada del 1950, ITOM es va convertir en IMSA (Industria Meccanica Sant'Ambrogio) després de traslladar-se, pels volts de 1957, a la fàbrica de l'antiga empresa Maglificio Fratelli Bosio de Sant'Ambrogio di Torino, a la Vall de Susa, on va prioritzar la producció de motocicletes. El 1960 va sortir al mercat el model ITOM Junior i el 1965 el que va esdevenir el model ITOM més famós: l'ASTOR Sport amb caixa de canvis per pedal de 4 velocitats, en aquesta etapa amb la coneguda decoració en colors groc/blanc o vermell/blanc.
El 1965, ITOM tenia vora 130 treballadors. La tarda del 26 d'agost es va produir un incendi sobtat a les golfes de la fàbrica que en va destruir el sostre i va causar grans danys, tant en equipaments com en productes ja acabats. El 1969, ja recuperada de l'incident, l'empresa va llançar la SIRIO Cross i el 1970 una nova versió de l'ASTOR. El 1973 es va aturar la producció interna de motors i els models ITOM van ser equipats amb motors Franco Morini. El mateix any, al Saló de l'Automòbil de Milà es va presentar un model Cross Competition amb motor Zündapp.
En aquella època, ITOM va construir també un model de motocicleta de tres rodes i uns compressors d'aire que funcionaven amb un sistema, molt innovador aleshores, que no era de pistó sinó rotatiu.
El 1975, l'empresa va plegar i va tancar la planta de Sant'Ambrogio di Torino. El 2010, la carretera que portava a l'antiga fàbrica va rebre el nom de l'empresa i ara es diu "Via Itom".

## Producció
La producció d'ITOM es va limitar inicialment a motors auxiliars per a ser muntats en bicicletes i després es va ampliar a ciclomotors de producció pròpia, motor inclòs; aquest darrer fet distingia l'empresa de la majoria de productors italians contemporanis, que feien servir motors produïts pels fabricants especialitzats Minarelli i Franco Morini.
La producció d'ITOM es va mantenir limitada als ciclomotors, amb les úniques excepcions, en el sector dels models més grans matriculats com a motocicleta, del Tabor, un model de 65 cc derivat dels diferents models de 50 cc, i dos models de motocicleta de fora d'asfalt presentats al Saló EICMA de Milà el 1973: un de motocròs anomenat 'Gringo', amb motor Zündapp 125 de 5 velocitats, i un d'enduro amb motor Minarelli 125 de 5 velocitats. L'Itom 125 no va tenir gaire èxit i només se'n van vendre unes poques unitats.
La producció de la gamma de 50 cc va anar des de models d'una sola velocitat fins a models esportius de dues, tres i fins i tot quatre velocitats, aquests darrers tant en versions Sport/Competició com en Motocross/Regolarità.

### Llista de models produïts (1948–1975)

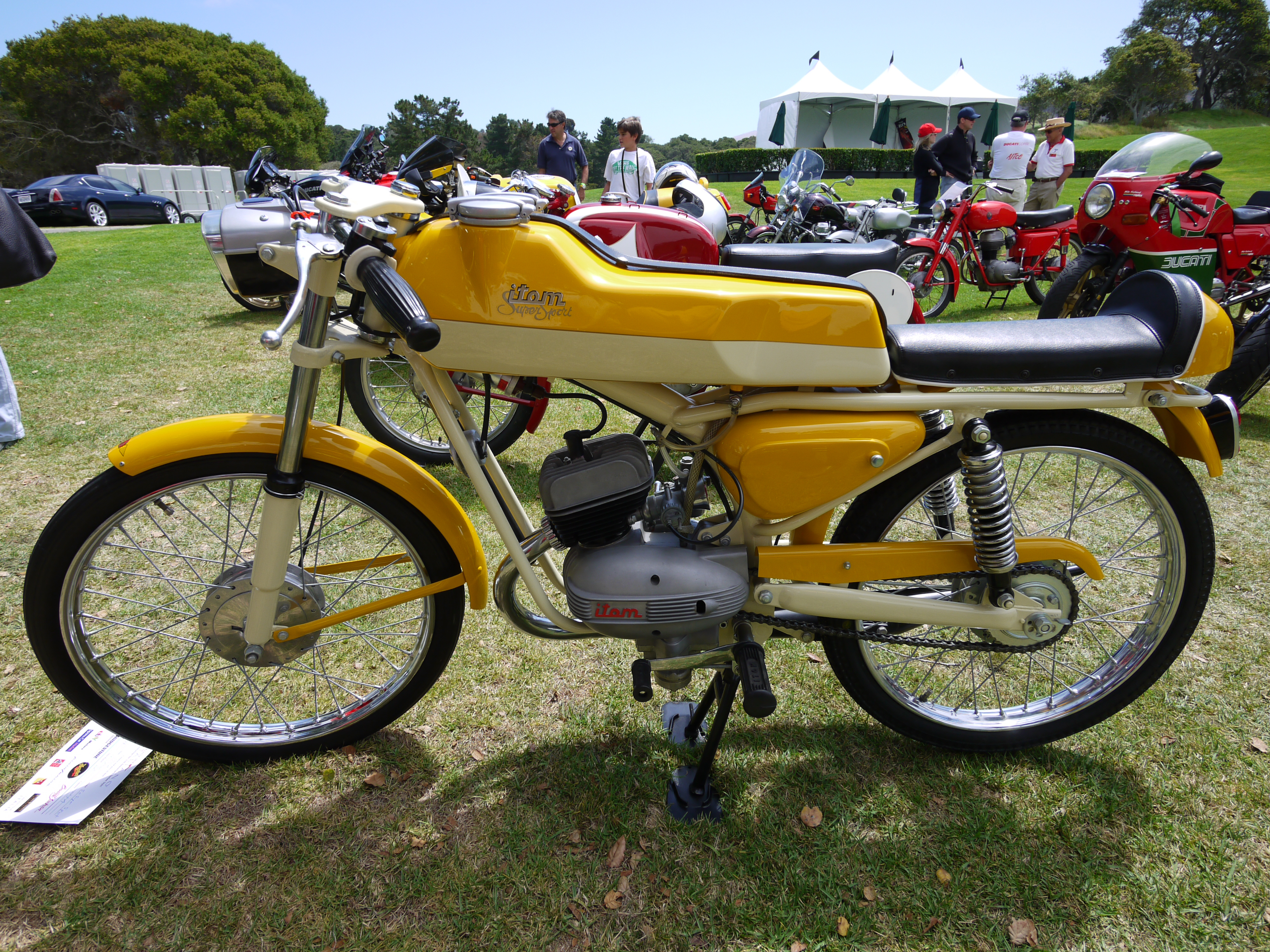
Itom 50 Supersport

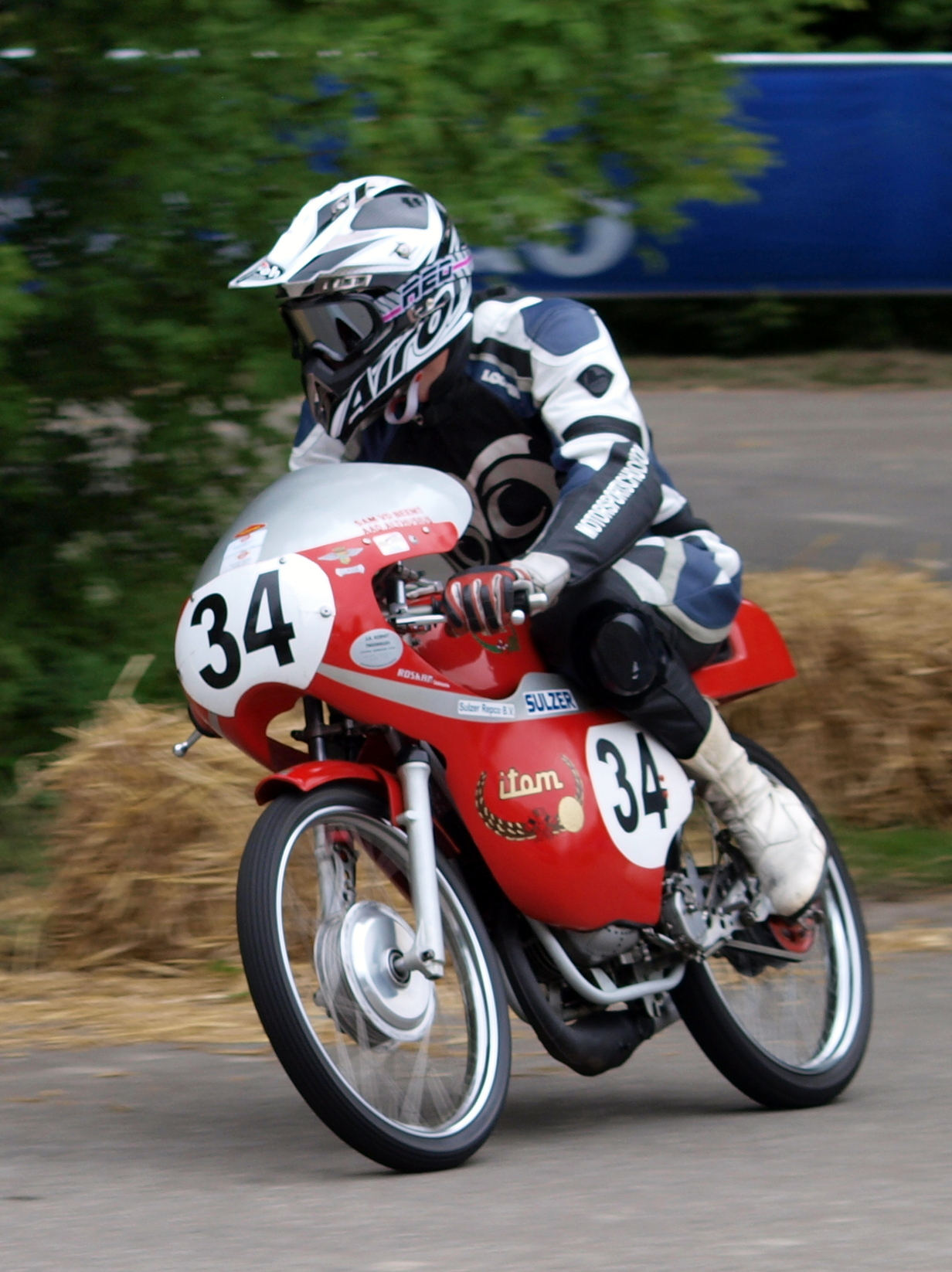
Una antiga Itom en una trobada de clàssiques a Rockanje (Països Baixos)

| Model                   | Cilindrada | Any  |
| ----------------------- | ---------- | ---- |
| 49,5 Sirio              | 49.5 cc    | 1948 |
| 48 Alba                 | 48 cc      | 1948 |
| 49,5 Tourist            | 49.5 cc    | 1949 |
| 48 Sport                | 48 cc      | 1950 |
| 48 Sprint               | 48 cc      | 1951 |
| 49,5 Astor Trial        | 49.5 cc    | 1953 |
| 48 Esperia              | 48 cc      | 1953 |
| 48 Unim                 | 48 cc      | 1953 |
| 48 Ideal                | 48 cc      | 1954 |
| 48 Minitom              | 48 cc      | 1956 |
| 49,5 Astor Super        | 49.5 cc    | 1957 |
| 49,5 Astor              | 49.5 cc    | 1959 |
| 48 Junior               | 48 cc      | 1960 |
| 49,5 Astor Competizione | 49.5 cc    | 1960 |
| 48 Esperia 32           | 48 cc      | 1963 |
| 48 Esperia 36           | 48 cc      | 1964 |
| 49,5 Special            | 49.5 cc    | 1964 |
| 49,5 Astor Super Sport  | 49.5 cc    | 1965 |
| 49,5 Fuori Strada       | 49.5 cc    | 1968 |
| 49,5 Sirio Cross        | 49.5 cc    | 1969 |
| 125 Gringo              | 125 cc     | 1973 |
| 125 Enduro              | 125 cc     | 1974 |

## Competició

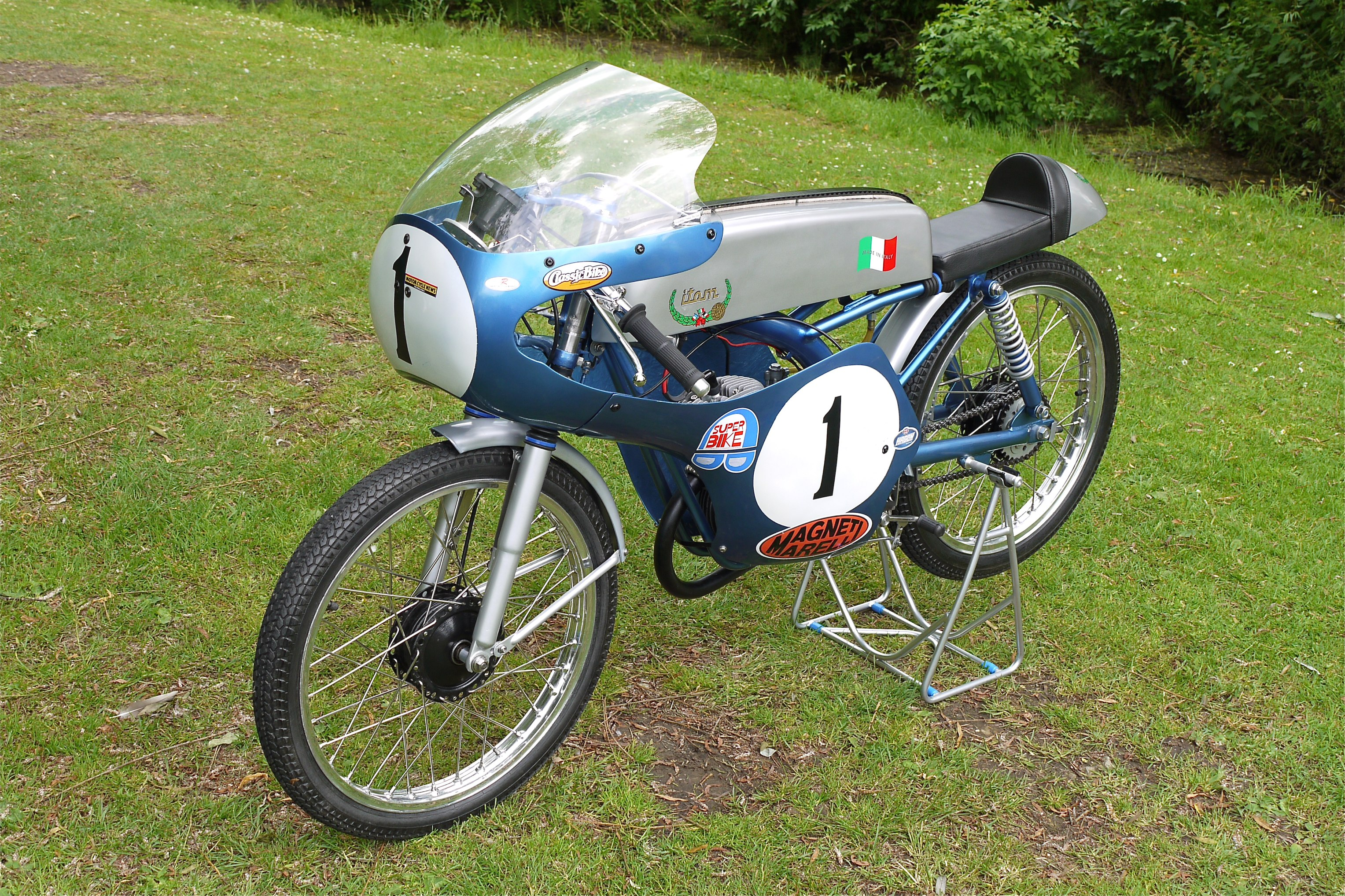
Una Itom 50 de competició

De 1950 a 1969, ITOM va participar en competicions de motociclisme nacionals i internacionals. El model més famós d'ITOM segueix sent l'Astor, les versions de més rendiment del qual van ser molt emprades en competicions, tant per pilots privats com per diversos entrenadors i també per la mateixa empresa, que el va fer competir a escala nacional. Sergio Bongiovanni, pilot oficial de la marca, va guanyar el campionat d'Itàlia de muntanya el 1966 amb l'ITOM després d'haver-ne estat subcampió els anys 1964 i 1965. Més tard, Bongiovanni va ser substituït per Domenico De Giorgi a l'equip oficial.
D'altra bada, diversos equips privats van competir amb sengles Itom de forma esporàdica al mundial de 50cc, entre ells el del concessionari britànic Tooleys i altres dels Països Baixos, França, Bèlgica i Alemanya. Diversos pilots que després van protagonitzar carreres destacades, alguns d'ells campions del món, van començar les seves activitats esportives amb l'Itom Astor: Mike Hailwood, Bill Ivy, Dave Simmonds i Jean-Pierre Beltoise. També cal destacar l'anglesa Beryl Swain, que en participar al Tourist Trophy amb una Itom el 1962 va esdevenir la primera dona a participar (i a classificar-se) en les dures competicions de l'Illa de Man.
El 21 de maig de 1961, com a part del Gran Premi de França celebrat al Circuit de Clermont-Ferrand (tercera prova del campionat del món d'aquell any), va tenir lloc una cursa nacional reservada a la classe de 50cc que fou guanyada per Jean-Claude Serre amb una Itom. Aquell any mateix, el belga Pierrot Vervroegen va acabar tercer al mundial de 50cc amb una Itom alhora que altres pilots d'aquesta marca aconseguien acabar en els llocs 8è, 10è, 19è, 20è, 22è i 24è.

## Trobades

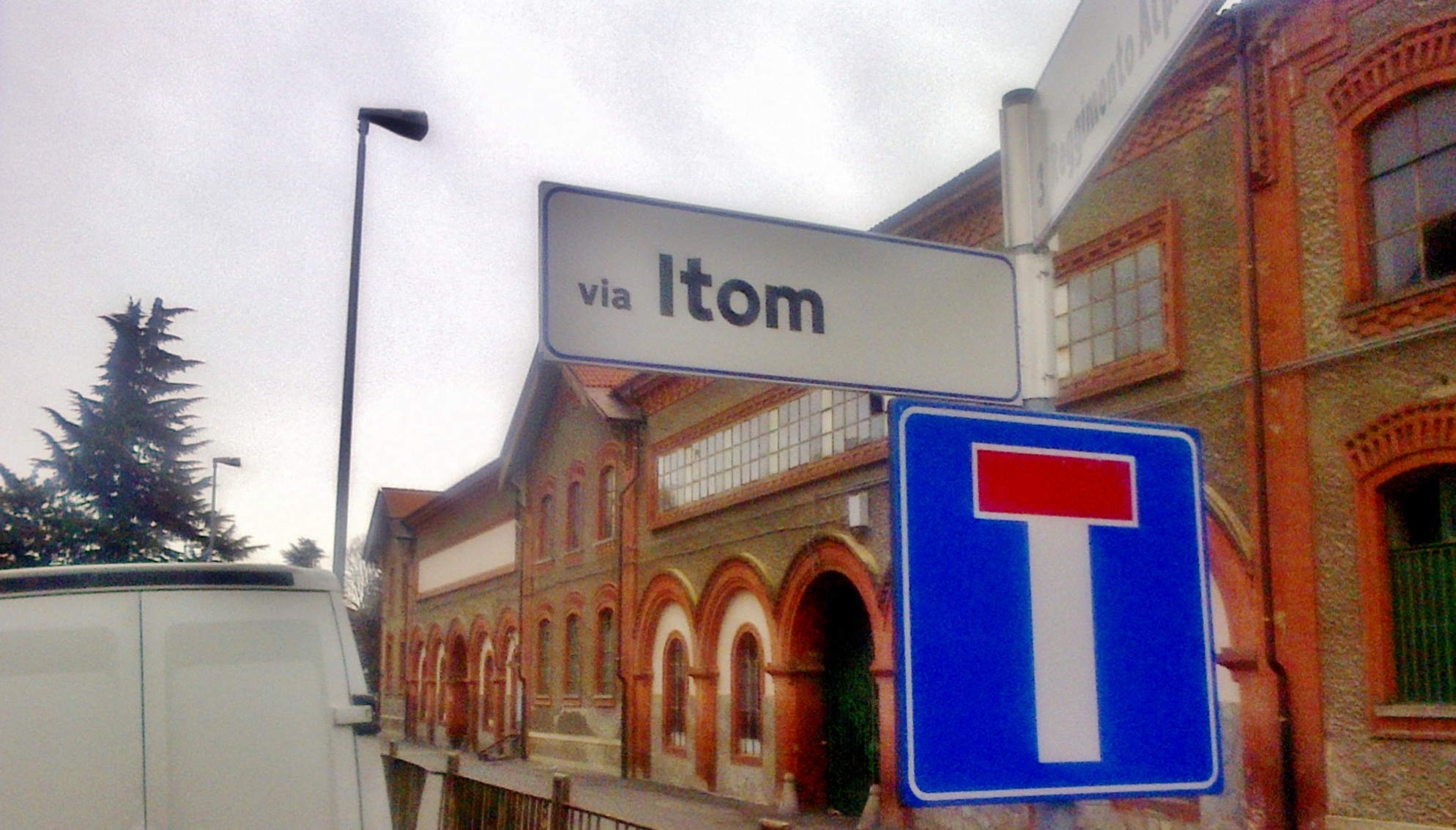
Via Itom, a S.Ambrogio di Torino

Com passa amb la majoria de marques històriques de motos i escúters, se celebren a diferents punts d'Europa esdeveniments que reuneixen entusiastes de la marca. El 29 de setembre de 2019 es va celebrar la primera edició de l'anomenat "ITOM at Home" ("ITOM a casa") a la planta de producció original de Sant'Ambrogio di Torino. L'esdeveniment va atraure centenars d'entusiastes que van exposar desenes de models ITOM restaurats, en presència del campió italià Sergio Bongiovanni i el pilot que ostenta el rècord mundial de velocitat amb una motocicleta de 50 cc, Piercarlo Borri.